# Nyíradony
Nyíradony là một thành phố thuộc hạt Hajdú-Bihar, Hungary. Thành phố này có diện tích 96,59 km², dân số năm 2010 là 7864 người, mật độ 81 người/km².